# Филип Ото фон Залм
Филип Ото фон Залм (на немски: Philipp Otto zu Salm; * 22 май 1575; † 23 ноември 1634, Ньордлинген или в Нойвилер-сюр-Мозел) от фамилията Залм, е вилд- и Рейнграф на Даун-Кирбург-Рейнграфенщайн, 1. княз на Залм, губернатор на Нанси.

## Биография
Той е син на вилд- и Рейнграф Фридрих фон Залм-Нойфвил (1547 – 1608) и първата му съпруга графиня Франциска фон Залм-Баденвайлер (1545 – 1587), дъщеря на граф Йохан VII (VI/VIII) фон Залм-Баденвайлер († 1533) и Луиза (Клод) де Щайнвил († сл. 1558). Внук е на вилд- и Рейнграф Филип Франц фон Залм-Даун-Нойфвил (1518 – 1561) и Мария Египтиака фон Йотинген-Йотинген († 1559), дъщеря на Лудвиг XV фон Йотинген-Йотинген (1486 – 1557) и Салома фон Хоенцолерн-Хехинген (1488 – 1548). Баща му се жени още три пъти: 1588 г. за графиня Анна Емилия фон Насау-Вайлбург (1549 – 1598), 1598 г. за графиня Сибила Юлиана фон Изенбург-Бирщайн (1574 – 1604), и 1604 г. за графиня Анна Амалия фон Ербах (1577 – 1630).
Брат е на вилд и Рейнграф Йохан Георг фон Залм-Нойфвил (1580 – 1650), Юлиана Урсула (1572 – 1614), омъжена 1592 г. за маркграф Георг Фридрих фон Баден-Дурлах (1573 – 1638), Франциска (ок. 1580 – 1619), омъжена 1598 г. за княз Йохан Георг I фон Хоенцолерн-Хехинген (1577 – 1623), Елизабет (ок. 1577 – 1611), абатиса в Ремиремонт, и Анна (1582 – 1636), омъжена 1605 г. за граф Йохан Райнхард I фон Ханау-Лихтенберг. По-малкият му полубрат Фридрих I Магнус (1606 – 1673) е вилд- и рейнграф цу Залм, губернатор на Маастрихт.
Филип Ото фон Залм става през 1591 г. католик. От 1603 до 1608 г. служи на император Рудолф II като обрист и командва своя личен конен регимент (първо 1400, по-късно 2000 кюрасири). През 1610 и 1611 г. той е фелдмаршал на чуждестранните войски в Унгария. От 1616 до 1626 г. служи във Франция при Луи XIII като генерал-лейтенант на немските части във френската войска. Едновременно той е императорски генерал-лейтенант в Елзас и също фелдмаршал и се бие като такъв против Швеция.
За военните му заслуги той е издигнат на имперски княз на 8 януари 1623 г. от император Фердинанд II. През 1629 г. става императорски военен съветник и през 1630 г. губернатор на Нанси.
Филип Ото фон Залм е ранен в битка при Ньордлинген и умира на 23 ноември 1634 г. на 58 години. Наследен е от големия му син Лудвиг фон Залм и след смъртта му през Френско-испанската война, от втория му син Леополд Филип Карл фон Залм.

## Фамилия
Филип Ото фон Залм се жени пр. 14 март 1616 г. за Кристина де Крой-Хавре Ааршот (* 1590/1591; † 17 януари 1664), дъщеря на маркиз Шарл Филипе де Крой (1549 – 1613) и Диана де Домпмартин (1552 – 1625). Те имат децата:
- Лудвиг фон Залм (1618 – 1636, убит в битка при Сент Омер), 2. княз на Залм, офицер
- Леополд Филип Карл фон Залм (* 1619/1620; † 23 декември 1663), 3. княз на Залм, женен на 22 октомври 1641 г. за графиня Мария Анна фон Бронкхорст-Батенбург (* 4 май 1624; † 16 октомври 1661, Ремиремон), наследничка на Анхолт
- Изабела (* ok. 1620), монахиня в Ремиремон